# Tomás Regueiro
Tomás Regueiro Pagola (né le 20 juin 1918 à Irun (Guipuscoa) et mort en août 1991 à Mexico au Mexique) est un joueur espagnol de football qui évoluait au poste d'attaquant.
Ses frères, Luis et Pedro, étaient également footballeurs.

## Biographie
Tomás Regueiro commence sa carrière de joueur dans son Guipuscoa natal avec le club du Unión Club de Irún.
En 1936, il signe chez le grand club de la capitale du Real Madrid.
Comme bon nombre d'espagnols, Regueiro fuit son pays durant la Guerre d'Espagne et part se réfugier de l'autre côté des Pyrénées en Aquitaine. Dans le Camp de Gurs, il continue la pratique du football et est repéré lors des matches inter-baraquements par son compatriote Salvador Artigas, qui conseille alors à Benito Díaz, l'entraîneur des Girondins de Bordeaux, de le recruter. C'est chose faite en 1937 ou Regueiro part pour la Gironde.
Il reste deux saisons avec le club bordelais (deux buts inscrits en 38 matchs) avant d'à nouveau fuir la France (à la suite de sa défaite face aux Allemands lors du début de la Seconde guerre mondiale) et de s'embarquer pour l'Amérique en 1940 avec ses deux frères footballeurs Luis et Pedro. Les trois frères arrivent au Mexique par la ville frontière de Nuevo Laredo.
Il s'engage alors pour le club du CF Asturias (l'équipe de la communauté asturienne au Mexique). Il remporte avec le club le premier championnat mexicain de son histoire en 1943-44, et reste avec le CF Asturias jusqu'à sa retraite sportive en 1950.
Après sa retraite, Tomás Regueiro se lance alors en 1954 dans des études de médecine à la UNAM et devient chirurgien. Il reste vivre à Mexico jusqu'à sa mort en 1991.

## Palmarès
CF Asturias
- Championnat du Mexique (1) :
  - Champion : 1943-44.